# Resurrection Remix OS

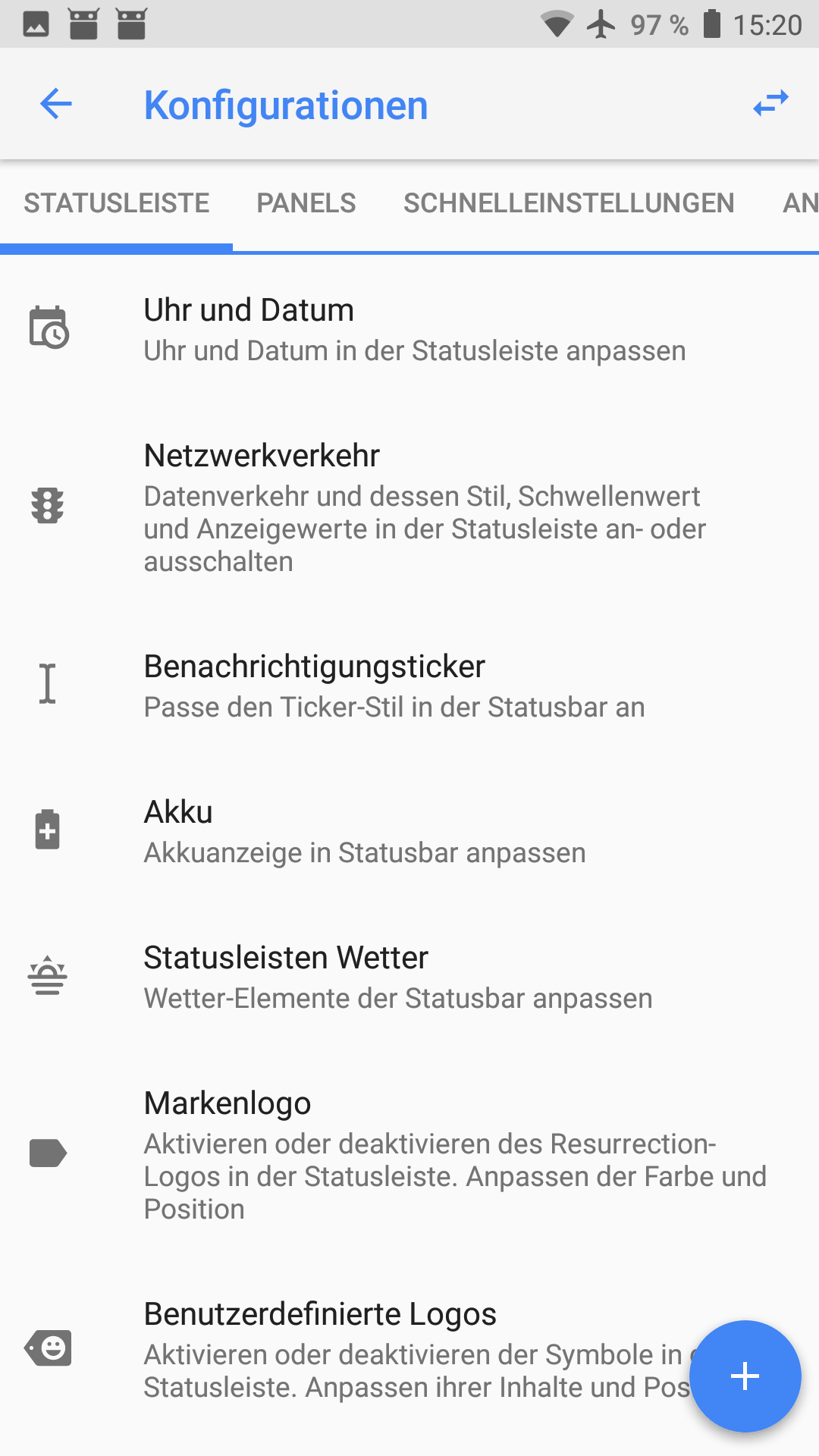
Einstellungen

Resurrection Remix OS (kurz: RROS) oder Resurrection Remix ROM war ein Open Source Android-Custom-ROM, das sich durch eine Reihe Anpassungsmöglichkeiten von anderen Custom-ROMS unterscheidet.

## Geschichte
Am 1. Januar 2012 startete Altan KRK das Projekt. Die erste Version basierte auf Android 4.0. Bei der Entwicklung von RROS auf Basis von Android 4.4 kam Shubhang Rathorel mit dem Ziel, das ROM in jeder Hinsicht zu perfektionieren, dazu. Das Projekt bekam neben einem Facelift auch eine Webseite und wurde schnell zu einem der erfolgreichsten Android-Custom-ROMs auf XDA Developers. Mit der Zeit kamen immer mehr Entwickler hinzu. Am 24. Januar 2019 wurde das auf Android Pie (Android 9) basierende Resurrection Remix 7.0.0 veröffentlicht.
Am 5. Mai 2020 wurde das auf Android Q (Android 10) basierende Resurrection Remix 8.0.0 für das erste Gerät veröffentlicht.

## Besonderheiten
Resurrection Remix ROM bot zahlreiche Anpassungsmöglichkeiten und kombinierte viele Features von anderen Custom-ROMs. Des Weiteren bot RROS Optimierungen, die die Akkulaufzeit erhöhten. In den Entwicklereinstellungen hatte man die Möglichkeit, Root-Rechte zu aktivieren. Das Resurrection Remix OS Team lieferte Updates schneller als die meisten Entwickler von vergleichbaren Projekten aus.

## Aktuell unterstützte Geräte
| Hersteller | Modelle |
| ---------- | --- |
| Asus       | ZenFone 2 Laser/Selfie, ZenFone 3, ZenFone Go, ZenFone Max Pro M1 |
| Google     | Nexus 5X, Nexus 6P, Nexus 6, Nexus 7, Nexus 9, Pixel XL, Pixel 2 XL, |
| HTC        | 10, One M7, One M8, One Max |
| Huawei     | Honor 7X, Honor 9, Honor View 10, P8 lite, P9 |
| LeEco      | Le 3 Pro, Le Max 2 |
| Lenovo     | A6000, P2, Vibe K5 Plus, ZUK Z2/Z2 Pro |
| LG         | G3 |
| Motorola   | Moto E (2015), Moto E4 Plus, Moto G (2013), Moto G (2014), Moto G (2015), Moto G4 Play/Plus, Moto G5 Plus, Moto G6 Plus, Moto Maxx, Moto One Power, Moto X Play, Moto Z Play, Moto Z3                                                                                  |
| Nextbit    | Robin |
| Nubia      | Z9 Mini |
| OnePlus    | OnePlus One, OnePlus 2, Oneplus 3/3T, OnePlus 5, OnePlus 5T, OnePlus 6, OnePlus X |
| Samsung    | Galaxy A3 2017, Galaxy A5 2016, Galaxy A5 2017, Galaxy Grand Prime, Galaxy J7 Prime, Galaxy Note 3, Galaxy Note 4, Galaxy S4, Galaxy S4 Mini, Galaxy S5, Galaxy S5 Mini, Galaxy S6/S6 Edge Galaxy S7/S7 Edge                                                           |
| Sony       | Xperia Z, Xperia Z2, Xperia ZR |
| Vertu      | Signature Touch |
| Xiaomi     | Mi 5/5s Plus, Mi 6/6X, Mi 8/8 Lite, Mi A1, Mi A2/A2 Lite, Mi Max/Max Pro, Mi Max 2, Mi Note 3, Redmi 3 S/X, Redmi 4A/4X/4 Prime/Pro, Redmi 5/5A, Redmi 6 Pro, Redmi Note 3, Redmi Note 4x, Redmi Note 5/5 Plus/5 Pro, Redmi Note 6 Pro, Redmi Note 7 Pro, Pocophone F1 |
| Yu         | Yu Yunique, Yu Yureka, Yureka Black |
| ZUK        | Z1, Z2, Z2 Pro |